# Tuija Vuoksiala
Tuija Mirjam Inkeri Vuoksiala-Oksanen (* 25. August 1961) ist eine frühere finnische Biathletin.
Mit einer Unterbrechung von zwei Jahren gehörte die Finnin zwölf Jahre zur erweiterten Weltspitze und nahm an neun Olympischen Winterspielen und Biathlon-Weltmeisterschaften teil. Dabei gewann sie drei Bronzemedaillen bei Weltmeisterschaften.
Tuija Vuoksiala ist Physiotherapeutin und lebt in Vehkalahti. Die Biathletin von Vehkalahden Veikot begann 1983 mit ihrem Sport. Ein Jahr später nahm sie in Chamonix an den ersten je ausgetragenen Frauen-Weltmeisterschaften im Biathlonsport teil und belegte Rang 14 im Einzel und wurde 27. des Sprints. Bei den Biathlon-Weltmeisterschaften 1986 in Falun wurde Vuoksiala Achte des Einzels und Elfte des Sprints. 1987 gewann sie in Falun hinter Sanna Grønlid und Kaija Parve mit Bronze im Einzel ihre einzige Einzelmedaille. Zudem wurde sie erneut Elfte im Sprint. 1989 wurden in Feistritz erstmals Rennen im Mannschaftswettbewerb ausgetragen, bei dem sie mit Sari Kokko, Pirjo Mattila und Seija Hyytiäinen Fünfte, im Staffelrennen mit Kokko und Mattila Sechste wurde. Im Einzel kam ein 25. Platz hinzu.
1990 startete Vuoksiala bei den aus Witterungsgründen sehr chaotischen Weltmeisterschaften. Beim Einzel in Minsk wurde sie 28., am Holmenkollen in Oslo 20. des Sprints und mit Mattila, Päivi Kallio und Seija Hyytiäinen Siebte des Mannschaftsrennens. Das Staffelrennen wurde in Kontiolahti ausgetragen. Hier gewann Vuoksiala mit Hyytiäinen und Mattila hinter der Sowjetunion und Norwegen die Bronzemedaille. Weniger gut waren die Ergebnisse 1991 mit Rang 31 im Einzel und 32 im Sprint in Lahti. Die ersten Olympischen Winterspiele in Albertville verpasste die Finnin 1992. Zu Einsätzen kam sie wieder bei den Biathlon-Weltmeisterschaften 1993 in Borowez. Im Einzel belegte sie den 19. im Sprint den 47. Platz, mit dem Team erreichte sie Rang zehn. 1994 konnte Vuoksiala endlich bei den Olympischen Spielen starten. In Lillehammer erreichte die Finnin Platz 55 im Einzel, wurde 36. des Sprints und mit Katja Holanti, Tuija Sikiö und Mari Lampinen als Schlussläuferin der Staffel Zehnte. Letztes Großereignis wurden die Biathlon-Weltmeisterschaften 1995 in Antholz, bei denen die Finnin 30. des Sprints und 44. des Einzels wurde.
Im Biathlon-Weltcup erreichte Vuoksiala regelmäßig Ergebnisse in den Punkten, immer wieder auch unter den besten Zehn. 1995 beendete sie ihre internationale Karriere, startete aber noch mehrere Jahre auf nationaler Ebene. So wurde sie noch bei den finnischen Meisterschaften 1998 mit Katja Holanti und Hanna Kajosmaa Meisterin im Staffelrennen und dem Teamwettbewerb.

## Weltcup-Statistik
Die Tabelle zeigt alle Platzierungen (je nach Austragungsjahr einschließlich Olympische Spiele und Weltmeisterschaften).
- 1.–3. Platz: Anzahl der Podiumsplatzierungen
- Top 10: Anzahl der Platzierungen unter den ersten zehn (einschließlich Podium)
- Punkteränge: Anzahl der Platzierungen innerhalb der Punkteränge (einschließlich Podium und Top 10)
- Starts: Anzahl gelaufener Rennen in der jeweiligen Disziplin
- Staffel: inklusive Mixed-Staffel

| Platzierung                                                              | Einzel | Sprint | Verfolgung | Massenstart | Team | Staffel | Gesamt |
| ------------------------------------------------------------------------ | ------ | ------ | ---------- | ----------- | ---- | ------- | ------ |
| 1. Platz                                                                 |        |        |            |             |      |         |        |
| 2. Platz                                                                 |        |        |            |             |      |         |        |
| 3. Platz                                                                 | 1      |        |            |             |      | 2       | 3      |
| Top 10                                                                   | 4      | 3      |            |             | 3    | 5       | 15     |
| Punkteränge                                                              | 10     | 11     |            |             | 3    | 5       | 29     |
| Starts                                                                   | 17     | 18     |            |             | 3    | 5       | 43     |
| Stand: Karriereende, einschließlich WM und Olympia, Daten nicht komplett |        |        |            |             |      |         |        |